# Katherinne Wollermann
Katherinne Wollermann Zapata (Chiguayante, Región del Biobío, 12 de agosto de 1992) es una deportista chilena, considerada la mejor paracanoista de Chile.
Obtuvo el cuarto lugar en la competencia de piragüismo en los Juegos Paralímpicos de Río de Janeiro 2016, el segundo lugar en la Copa del Mundo de Hungría 2018, y el tercer lugar en las Copas Mundiales de Polonia 2019 y Hungría 2021. Clasificó a los Juegos Paralímpicos de Tokio 2020, donde consiguió medalla de bronce en la carrera de kayak de 200 metros categoría KL1, y a los Juegos Paralímpicos de París 2024, donde obtuvo la medalla de oro.
A nivel continental ha logrado la medalla de oro en el Sudamericano de Canotaje de Paipa de 2017, para posteriormente ganar dos oros en el Panamericano de Canotaje y Paracanotaje de Ecuador, en 2017. Repitió su presea dorada en el Panamericano de Paracanotaje de Canadá 2018.

## Biografía
En 2012 quedó parapléjica producto de una negligencia médica. Inició su rehabilitación en la Fundación Teletón, donde comenzó a practicar el canotaje adaptado. Previamente había practicado atletismo, básquetbol, natación y tenis.
En las competencias de 2012, organizadas por la Teletón, representó a Concepción en todas las competencias, llegando al podio en todas ellas. Obtuvo el primer lugar en atletismo, tenis de mesa y natación. Tras esto decidió practicar profesionalmente el piragüismo.
En su debut en canotaje, en el Sudamericano de Curauma 2013, obtuvo el primer lugar. Ha obtenido sucesivamente los mejores resultados individuales en el país; además, ha ganado cinco veces el Panamericano de su disciplina, es la primera chilena en ganar una medalla de bronce en el Mundial de la disciplina.
En su participación en los Juegos Paralímpicos de Río de Janeiro 2016, quedó en cuarto lugar, a dos centésimas de la medallista de bronce Ian Marsden.
En los Juegos Paralímpicos de Tokio 2020, obtuvo la medalla de bronce en piragüismo adaptado, en la final de la prueba de carrera de kayak 200 metros categoría KL1, con un tiempo de 55.921 segundos el 4 de septiembre de 2021.
En los Juegos Paralímpicos de París 2024 obtuvo la medalla de oro en piragüismo adaptado, en la final de la prueba de carrera de kayak 200 metros categoría KL1, con un tiempo de 51.95 segundos el 8 de septiembre de 2024.